# Alienating Our Audience
Albums de Mindless Self Indulgence
Frankenstein Girls Will Seem Strangely Sexy
(22 février 2000) Despierta los niños
(2003)
Alienating Our Audience est le premier album live de Mindless Self Indulgence enregistré le 14 février 2002 au CBGB à New York alors que le groupe était en tournée avec System of a Down et un autre enregistrement a eu lieu au Whisky a Go Go, en Californie.
C'est d'ailleurs le premier album de Mindless ou l'on peut entendre les performances de Lyn-Z la nouvelle bassiste du groupe, après que Vanessa YT ait quitté le groupe l'année précédente.

## Titres
| No  | Titre         | Musique                                   | Durée |
| --- | ------------- | ----------------------------------------- | ----- |
| 1.  | Tornado       | James Euringer, Lana Moorer, Parish Smith | 2:06  |
| 2.  | Thank God     | James Euringer                            | 2:28  |
| 3.  | Two Hookers   | James Euringer                            | 2:34  |
| 4.  | Revenge       | James Euringer                            | 2:08  |
| 5.  | Molly         | James Euringer                            | 1:49  |
| 6.  | Like Shit     | James Euringer                            | 2:17  |
| 7.  | Diabolical    | James Euringer                            | 1:40  |
| 8.  | Last Gay Song | James Euringer                            | 2:38  |
| 9.  | Rip Off       | James Euringer                            | 1:56  |
| 10. | Panty Shot    | James Euringer                            | 3:13  |

## Musiciens
- Jimmy Urine - chant
- Steve, righ? - guitare
- Kitty - batterie
- Lyn-Z - Basse